# Scopula tesselaria
Scopula tesselaria är en fjärilsart som beskrevs av Brd. 1842. Scopula tesselaria ingår i släktet Scopula och familjen mätare. Inga underarter finns listade.